# Brephidium
Brephidium là một chi bướm ngày thuộc họ Lycaenidae.

## Các loài
- Brephidium exilis (Boisduval, 1852) - miền tây pygmy blue
- Brephidium isophthalma (Herrich-Schäffer, 1862) - miền đông pygmy blue
- Brephidium metophis (Wallengren, 1860)
- Brephidium pseudofea (Morrison, 1873)

## Hình ảnh

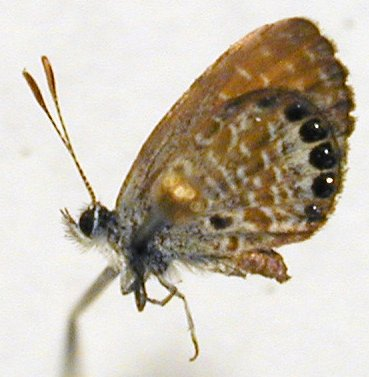
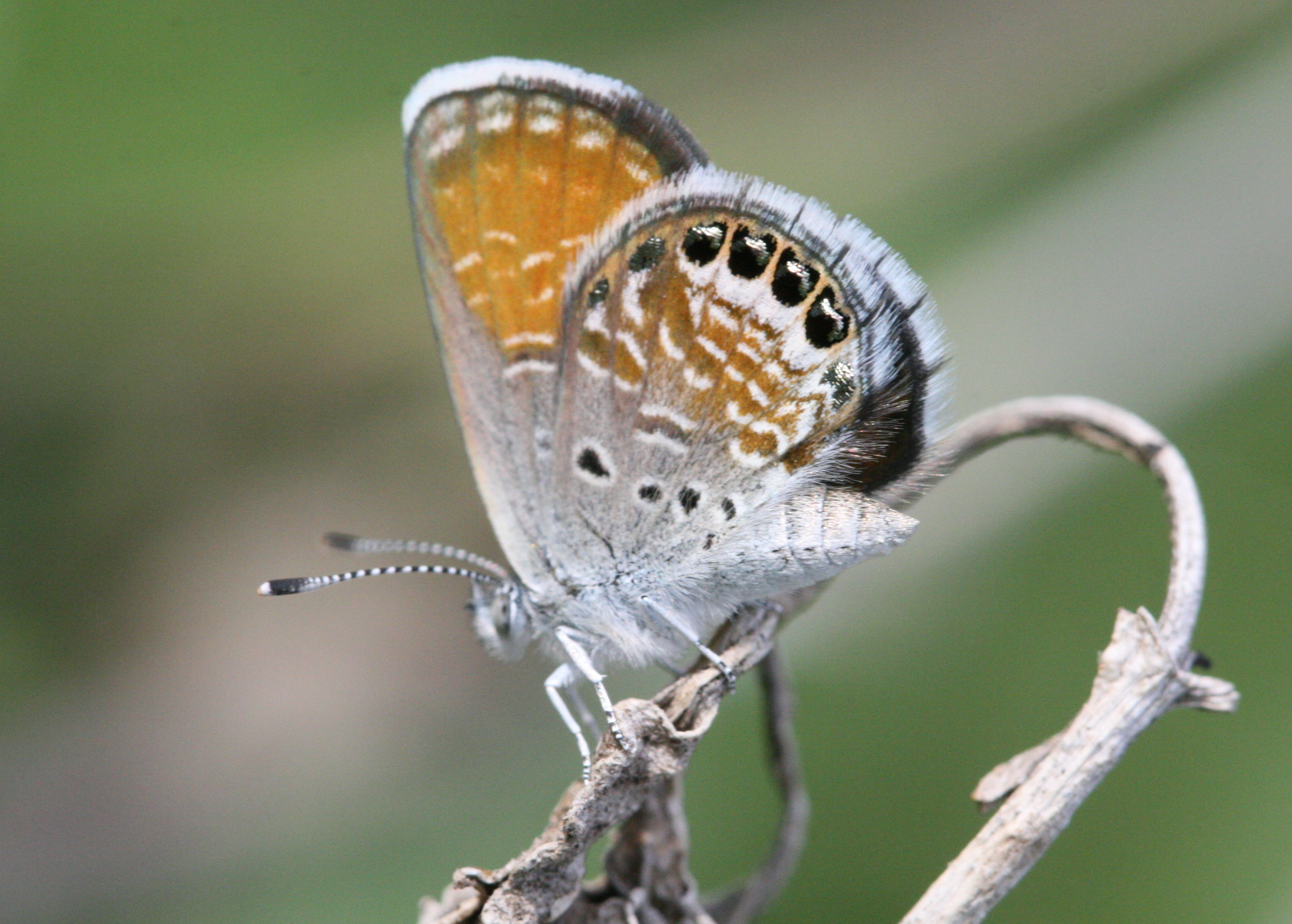